# Polana (rejon miedwieński)
Polana (ros. Поляна) – chutor w zachodniej Rosji, w sielsowiecie wysznierieutczanskim rejonu miedwieńskiego w obwodzie kurskim.

## Geografia
Miejscowość położona jest w dorzeczu ruczaja Biełyj Kołodieź (prawy dopływ Rieuta w dorzeczu Sejmu), 12 km od centrum administracyjnego sielsowietu (Wierchnij Rieutiec), 21 km na południowy zachód od centrum administracyjnego rejonu (Miedwienka), 47 km na południowy zachód od Kurska, 23 km od drogi magistralnej (federalnego znaczenia) M2 «Krym».
W chutorze znajdują się 2 posesje.
Klimat
Miejscowość, jak i cały rejon, znajduje się w strefie klimatu kontynentalnego z łagodnym ciepłym latem i równomiernie rozłożonymi opadami rocznymi (Dfb w klasyfikacji klimatów Köppena).

## Demografia
W 2010 r. chutor nie był zamieszkany.